# Lipowka (Kaliningrad, Mamonowo)
Lipowka (russisch Липовка, deutsch Grünwalde, Gallingen und Rosocken) ist ein Ort in der russischen Oblast Kaliningrad im Stadtkreis Mamonowo. Der ehemalige Ort Rosocken ist allerdings verlassen, er befindet sich auf dem Gebiet des Rajons Bagrationowsk.

## Geographische Lage
Lipowka liegt östlich von Mamonowo (Heiligenbeil) und südlich des Flüsschens Jarft (russisch: Wituschka). Bis zur russisch-polnischen Staatsgrenze sind es lediglich zwei bis drei Kilometer.
Den Ort Lipowka mit seinen drei Ortsteilen verbindet eine Nebenstraße, die von Mamonowo nach Nowosjolowo (Groß Rödersdorf) an der Fernstraße R 516 (ehemalige Reichsautobahn Berlin–Königsberg („Berlinka“)) führt. Die nächste Bahnstation ist Mamonowo an der Bahnstrecke Kaliningrad–Mamonowo (Teilstück der früheren Preußischen Ostbahn).

## Geschichte
Nach der Eingliederung des nördlichen Ostpreußens in die Sowjetunion erhielten die drei Orte Grünwalde, Gallingen und Rosocken im Jahr 1950 den gemeinsamen russischen Namen Lipowka.

### Grünwalde
Der einstmals Grünwalde, Kreis Heiligenbeil genannte Ortsteil liegt sieben Kilometer von Mamonowo (Heiligenbeil) entfernt. Am 11. Juni 1874 wurde das kleine Dorf in den neu errichteten Amtsbezirk Waltersdorf (heute polnisch: Pęciszewo) eingegliedert, dem es bis 1945 zugehörte. Er lag im Landkreis Heiligenbeil im Regierungsbezirk Königsberg der preußischen Provinz Ostpreußen.
Im Jahre 1910 zählte Grünwalde 229 Einwohner. Ihre Zahl stieg bis 1933 auf 232 und betrug 1939 noch 228.

### Gallingen
Der frühere Ortsteil Gallingen, Kreis Heiligenbeil liegt acht Kilometer von der Stadt Mamonowo (Heiligenbeil) entfernt. Mit seinen kleinen Höfen und Gehöften kam das Dorf 1874 zum neugebildeten Amtsbezirk Deutsch Thierau (heute russisch: Iwanzowo) im Landkreis Heiligenbeil und Regierungsbezirk Königsberg der preußischen Provinz Ostpreußen, dem er bis 1945 eingegliedert blieb. Im Jahre 1910 lebten in Gallingen 32 Menschen.
Am 30. September 1928 schlossen sich die Dörfer Gallingen, Mahlendorf (heute nicht mehr existent) und Rosocken (russisch auch: Lipowka) zur neuen Landgemeinde Gallingen zusammen. Die Einwohnerzahl stieg bis 1933 auf 150 und betrug 1939 bereits 163.

### Rosocken
Die ehemalige Ortsstelle Rosocken liegt neun Kilometer von Mamonowo (Heiligenbeil) entfernt. Der Ort bestand nur aus wenigen Höfen, als er 1874 in den neuen Amtsbezirk Deutsch Thierau (russisch: Iwanzowo) eingegliedert wurde. Er gehörte zum Landkreis Heiligenbeil im Regierungsbezirk Königsberg der preußischen Provinz Ostpreußen. In Rosocken waren 1910 37 Einwohner registriert.
Am 30. September 1928 verlor Rosocken seine Selbständigkeit und wurde in die neue Landgemeinde Gallingen eingemeindet.

### Lipowka
Gleichzeitig mit der Umbenennung wurde Lipowka zur Verwaltung dem Ort Mamonowo unterstellt, zunächst dem dortigen Dorfsowjet, dann dem Stadtsowjet bzw. der städtischen Verwaltung und schließlich der Stadtkreis-Verwaltung. Die ehemalige Ortsstelle Rosocken wurde vermutlich um 1990 verlassen.

## Kirche
Vor 1945 war die Bevölkerung in Grünwalde, Gallingen und Rosocken überwiegend evangelischer Konfession. Während Grünwalde in das Kirchspiel Heiligenbeil (heute russisch: Mamonowo) eingepfarrt war, gehörten Gallingen und Rosocken zum Pfarrsprengel Deutsch Thierau (Iwanzowo). Beide lagen im Kirchenkreis Heiligenbeil in der Kirchenprovinz Ostpreußen der Kirche der Altpreußischen Union.
Aufgrund von Flucht und Vertreibung der einheimischen Bevölkerung und der nachfolgenden restriktiven Kirchenpolitik der Sowjetunion kam das kirchliche Leben in Lipowka so gut wie zum Erliegen. Erst in den 1990er Jahren entstanden in der Oblast Kaliningrad wieder evangelische Gemeinden, darunter die in Mamonowo (Heiligenbeil), in deren Einzugsbereich Lipowka liegt. Sie ist eine Filialgemeinde der Auferstehungskirche in  Kaliningrad (Königsberg) und gehört zur Propstei Kaliningrad der Evangelisch-lutherischen Kirche Europäisches Russland (ELKER).